# Pietro Mennea
Pietro Paolo Mennea (Barletta, 28 giugno 1952 – Roma, 21 marzo 2013) è stato un velocista e politico italiano.
Campione olimpico dei 200 metri piani ai Giochi di Mosca 1980 e due volte campione europeo, è stato il primatista mondiale della specialità dal 1979 al 1996 con il tempo di 19"72, stabilito durante le Universiadi di Città del Messico, che costituisce ancora oggi il record europeo. Ha detenuto inoltre, dal 1979 al 2018, il record italiano dei 100 metri piani con il tempo di 10"01 (record europeo fino al 1984).
Soprannominato La Freccia del Sud (nomignolo analogo a quello di un famoso treno espresso che collegava Milano con la Sicilia), è l'unico duecentista della storia che si sia qualificato per quattro finali olimpiche consecutive, dal 1972 al 1984. In virtù della sua carriera sportiva, è stato insignito dell'ordine olimpico nel 1997 e introdotto nella Hall of Fame della FIDAL.
Laureatosi quattro volte, dopo la carriera agonistica svolse attività politica e scrisse molti saggi su vari argomenti, esercitando le professioni di avvocato e commercialista.

## Biografia
Pietro Mennea nacque in una modesta famiglia di Barletta. Il padre era sarto e la mamma casalinga; aveva tre fratelli e una sorella. Dopo le scuole medie s'iscrisse a ragioneria, ottenendo il diploma nel 1971. Un curioso aneddoto racconta che all'età di 15 anni, su uno stradone di Barletta, sfidò in velocità una Porsche e un'Alfa Romeo 1750 sui 50 metri, battendo entrambe e guadagnando le 500 lire per pagarsi un biglietto d'ingresso al cinema o un panino. Successivamente proseguì gli studi all'ISEF di Cassino (FR), allora succursale della sede aquilana, ottenendo il titolo, con lode, presso la sede di Napoli nel 1975.
Si laureò, con lode, a Bari una prima volta in scienze politiche, su consiglio di Aldo Moro, allora ministro degli Esteri. Conseguì poi anche le lauree in giurisprudenza con voti 104/110 (Università degli Studi di Bari Aldo Moro), scienze motorie e sportive (Università degli Studi "Gabriele d'Annunzio" di Chieti-Pescara, convertendo il suo diploma ISEF) e lettere (Università degli Studi di Salerno). Era sposato dal 1996 con Manuela Olivieri, avvocata e giornalista; non ebbero figli.
Nel 2000 il nome di Mennea tornò agli onori delle cronache quando l'Università degli Studi dell'Aquila, presso cui aveva partecipato a un concorso per la cattedra di sistematica, regolamentazione e organizzazione dell'attività agonistica presso la facoltà di scienze motorie, gli propose l'assunzione, dato che si era classificato primo in graduatoria; ma, giudicando la posizione di professore a contratto incompatibile con la carica di membro del Parlamento europeo, gli chiese le dimissioni da deputato. La vicenda provocò polemiche e interrogazioni parlamentari. Tuttavia il Governo Amato II, rappresentato dall'allora sottosegretario di Stato per l'Università e la Ricerca Scientifica e Tecnologica Luciano Guerzoni, diede ragione all'Università.
Mennea è stato poi docente a contratto di Legislazione europea delle attività motorie e sportive presso la facoltà di scienze dell'educazione motoria dell'Università "Gabriele d'Annunzio".
Nel 2006 diede vita, insieme con la moglie, alla "Fondazione Pietro Mennea", ONLUS di carattere filantropico che, attraverso progetti specifici, effettua donazioni e assistenza sociale ad enti caritatevoli o di ricerca medico-scientifica, associazioni culturali e sportive. Lo scopo secondario è di carattere culturale e consiste nel diffondere lo sport e i suoi valori, nonché promuovere la lotta al doping.
Oltre alla carriera sportiva, operò come insegnante di educazione fisica, avvocato, eurodeputato (a Bruxelles dal 1999 al 2004) e commercialista. Fu, per alcuni mesi, anche direttore generale della squadra di calcio della Salernitana nell'annata 1998-1999.
Nel 2010, insieme con la consorte (avevano uno studio a Roma, ubicato vicino al Tribunale Civile), si occupò di class action negli Stati Uniti per difendere alcuni risparmiatori italiani finiti nel crac della Lehman Brothers.
Morì il 21 marzo 2013, tre mesi prima del suo sessantunesimo compleanno, in una clinica di Roma, per un tumore al pancreas. Dopo la camera ardente aperta nella sede del CONI, il funerale nella basilica di Santa Sabina. È sepolto nel cimitero Flaminio a Roma.

### Carriera sportiva
Tesserato per l'AVIS Barletta, iniziò l'attività agonistica nelle competizioni nazionali nel 1968 quando a ottobre prese parte al trofeo "Vele dello Sport", organizzato dal Corriere dello Sport a Termoli. Trasferitosi a Formia, dove era allenato dal marchigiano Carlo Vittori, Mennea iniziò una lunga carriera atletica internazionale nel 1971 quando esordì ai campionati europei con un terzo posto nella staffetta 4×100 metri e un sesto nei 200 metri piani.
La sua olimpiade di esordio fu quella del 1972 a Monaco di Baviera, nella quale fu bronzo nei 200 metri dietro al sovietico Borzov e allo statunitense Black. Fu la prima di quattro finali olimpiche nella stessa specialità.

L'arrivo vittorioso di Mennea nei 200 m agli Europei di

Ai campionati europei del 1974 Mennea vinse l'oro nei 200 metri davanti al pubblico di casa di Roma e si piazzò secondo nei 100 m (dietro a Borzov, suo rivale storico) e nella staffetta veloce. Nel 1975 a Nizza vinse i 200 m in Coppa Europa.
Dopo alcune prestazioni deludenti, nel 1976 Mennea decise di saltare i Giochi olimpici, ma il pubblico italiano protestò e Mennea andò a Montréal. Riuscì a qualificarsi per la finale dei 200 m, ma vide l'oro finire nelle mani del giamaicano Don Quarrie, mentre lui finì ai piedi del podio, quarto. Lo stesso risultato, mancando di poco il bronzo, venne raggiunto nella staffetta 4×100 metri. Nel 1978, a Praga, difese con successo il suo titolo europeo dei 200 m, ma mostrò le sue doti anche sulla distanza più breve, ugualmente vinta. In quell'anno si aggiudicò anche l'oro nei 400 metri piani agli Europei indoor.
Nel 1979 Mennea, studente di scienze politiche, prese parte alle Universiadi che si disputavano sulla pista di Città del Messico. Il tempo di 19"72 con cui vinse i 200 metri piani costituì il nuovo record mondiale: esso resistette per quasi 17 anni, fino ai trial statunitensi per i Giochi olimpici del 1996, quando Michael Johnson fermò il cronometro sul tempo di 19"66. In Messico ottenne pure il record europeo dei 100 metri con 10"01, tempo che ha rappresentato il record italiano fino al 22 giugno 2018 quando venne migliorato da Filippo Tortu. Mennea detenne anche la miglior prestazione mondiale a livello del mare dal 1980 al 1983, con 19"96, tempo stabilito nella sua città natale, Barletta. Sempre nel 1979 a Torino vinse i 100 m in Coppa Europa.
In quanto detentore del primato mondiale, Mennea era senz'altro uno dei favoriti per l'oro olimpico dei 200 metri piani ai Giochi di Mosca 1980, anche alla luce del boicottaggio della compagine statunitense. Nonostante avesse vinto la propria semifinale, Mennea si vide assegnare in finale la corsia più esterna (l'ottava), con il neo-campione olimpico dei 100 metri piani Allan Wells al suo fianco in settima corsia e il campione olimpico in carica Don Quarrie in quarta. Andò peggio al vincitore dell'altra semifinale, il cubano Silvio Leonard, a cui toccò la prima corsia. In finale, Wells diede prova di un ottimo avvio di gara e dopo pochi passi sorpassò Mennea, presentandosi in testa all'uscita di curva con un vantaggio di oltre due metri sull'italiano; ma proprio sul rettilineo conclusivo Mennea si rese protagonista di una rimonta insperata e, dopo aver recuperato alcune posizioni, riuscì sopravanzare il britannico negli ultimi metri, aggiudicandosi la vittoria per due centesimi di secondo (20"19 a 20"21), mentre Quarrie chiuse al terzo posto con un solo centesimo di vantaggio su Leonard (20"29). Nella stessa rassegna olimpica vinse anche la medaglia di bronzo nella staffetta 4×400 metri insieme a Stefano Malinverni, Mauro Zuliani e Roberto Tozzi.
Dopo il trionfo olimpico a Mosca, tra agosto e settembre dello stesso anno Mennea si sottopose ad un vero e proprio tour de force sui 200 metri piani, disputando otto gare nell'arco di cinquantatré giorni e vincendole tutte con distacchi notevoli. La prima tappa fu il Golden Gala di Roma, che proprio il 5 agosto 1980 aprì i battenti con la prima edizione: davanti al pubblico dello Stadio Olimpico, Mennea confermò la sua supremazia sulla distanza stabilendo la migliore prestazione mondiale dell'anno con un perentorio 20"01 e precedendo nell'occasione il bronzo olimpico di Mosca Don Quarrie (20"40) e gli statunitensi Wiley (20"70) e Taylor (20"78). Il 17 agosto seguente, nella sua città natale di Barletta, scese per la terza volta sotto i 20 secondi facendo registrare un sensazionale 19"96, tempo che rappresentò la migliore prestazione mondiale ottenuta al livello del mare (in precedenza appartenuta a Valerij Borzov con il 20"00 di Monaco '72). Vinse quindi tutti gli appuntamenti stagionali rimanenti, dimostrando grande continuità di rendimento: il 22 agosto al Memorial Van Damme di Bruxelles (20"05), il 31 agosto a Rieti (20"12), il 10 settembre a Bologna (20"29), il 13 settembre al Palio Città della Quercia di Rovereto (20"07), il 20 settembre a Tokyo (20"03) e il 27 settembre a Pechino (20"03).
Il 5 marzo 1981 annunciò il suo ritiro dalle gare concedendosi più tempo per lo studio. Successivamente ritornò sui suoi passi e l'anno dopo prese parte agli Europei di Atene, gareggiando però solo nella staffetta 4×400 m che chiuse al sesto posto.
Il 22 marzo 1983 stabilì la miglior prestazione mondiale (manuale) dei 150 metri piani, con 14"8 sulla pista dello stadio di Cassino: questo primato è ancora imbattuto, in quanto il tempo di 14"35, stabilito il 17 maggio 2009 da Usain Bolt a Manchester, è stato ottenuto su pista rettilinea.

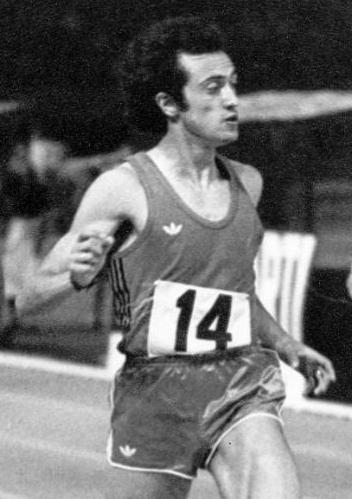
Pietro Mennea a Viareggio nel 1972

Successivamente partecipò alla prima edizione dei campionati mondiali che si svolse a Helsinki, dove vinse la medaglia di bronzo nei 200 m e quella d'argento con la staffetta 4×100 m. Un anno dopo, scese in pista nella sua quarta finale olimpica consecutiva dei 200 m piani, primo atleta al mondo a compiere tale impresa. In quest'occasione terminò al settimo posto e, a fine stagione, si ritirò dalle competizioni per la seconda volta.
Ancora una volta, Mennea fece il suo ritorno alle gare e gareggiò nelle sue quinte Olimpiadi a Seul nel 1988, sempre nei 200 metri, dove si ritirò dopo aver superato il primo turno delle batterie. In quest'edizione dei Giochi fu alfiere portabandiera della squadra azzurra durante la cerimonia d'apertura.
In un'intervista del 1987 al quotidiano italiano la Repubblica ha dichiarato che nel 1984, durante i Giochi olimpici di Los Angeles 1984, un fisioterapista americano, il professor Kerr, gli propose un trattamento di doping. Tornato in Italia si sottopose a due iniezioni di somatotropina (nota come ormone della crescita), ma la crisi di coscienza che ne scaturì fu tale da indurlo a ritirarsi dall'attività agonistica: «Ho capito che nella mia vita stavo cercando tutto tranne che quello». Anche se l'uso di tale sostanza è vietato nelle competizioni odierne, non lo era all'epoca per i regolamenti della IAAF.
Dal punto di vista tecnico Mennea (come in seguito Carl Lewis) aveva una partenza dai blocchi relativamente lenta ma progressivamente accelerava riuscendo a raggiungere velocità di punta superiori a qualunque atleta. Questa partenza lenta ha relativamente penalizzato le sue prestazioni sui 100 metri (dove comunque ha primeggiato a livello europeo), mentre le gare sui 200 m si concludevano spesso con rimonte ai limiti del prodigioso (come la finale dei Giochi olimpici di Mosca). Sempre grazie alla sua eccezionale velocità di punta le ultime frazioni e le relative rimonte di Mennea nella 4×100 m (nelle quali partiva lanciato) erano impressionanti per la superiorità sugli altri atleti. Da sottolineare, in particolare, l'unicità di Mennea, che con l'impresa del record mondiale dei 200 metri piani del 1979 (tempo: 19"72) portò tale distanza ad essere la più veloce tra le gare di atletica leggera, primato generalmente appannaggio della distanza breve dei 100 metri piani. Tale particolarità durò fino al nuovo record sulla distanza breve stabilito da Leroy Burrell (tempo: 9"85) nel 1994.

### Carriera politica
Alle elezioni europee del 1999 fu eletto deputato europeo nella lista I Democratici nella circoscrizione Sud e aderì al Gruppo del Partito Europeo dei Liberali, Democratici e Riformatori. Tra le attività come parlamentare, fu il principale redattore del Rapporto sullo Sport, di cui fu anche relatore in occasione del voto del Parlamento europeo nel mese di settembre del 2000. La relazione tra Sport e Democrazia, al centro del Rapporto del 2000, è stata poi approfondita da Mennea nel volume A volte occorre perdere, pubblicato nel 2024 da Edizioni di Comunità.
Alle elezioni politiche del 2001 si presentò come candidato al Senato della Repubblica nel collegio di Barletta-Trani con l'Italia dei Valori ma non fu eletto. Nel 2002, candidatosi a sindaco di Barletta con Forza Italia, fu sconfitto al primo turno.
Il 4 febbraio 2002 aderì al Gruppo del Partito Popolare Europeo e dal 7 luglio 2003 al Gruppo misto; alle elezioni europee del 2004 si ricandidò nella lista PRI-Liberal Sgarbi ma non fu eletto.

## Mennea nella cultura di massa
La popolarità di Mennea in Italia negli anni in cui gareggiava era tale che fu citato in numerosi film dell'epoca e pure dopo: Brutti, sporchi e cattivi (1976), Febbre da cavallo (1976), I padroni della città (1976), Travolto dagli affetti familiari (1978), Il diavolo e l'acquasanta (1983), L'uomo in più (2001), Un'estate ai Caraibi (2009).

Nel brano di Samuele Bersani del 2002 Che vita! Pietro Mennea è citato insieme ad un'altra celebre atleta italiana sua contemporanea, Sara Simeoni, in due versi del ritornello: 
(Samuele Bersani, Che vita!)
Nel marzo del 2012 Londra, nell'ambito delle iniziative connesse ai Giochi olimpici di Londra 2012, dedicò al barlettano una stazione della metropolitana cittadina (High Street Kensington).
Il 14 febbraio 2013 il cantautore romano Daniele Silvestri, in contemporanea alla partecipazione alla 63ª edizione del Festival di Sanremo, pubblica l'EP Che nemmeno Mennea, contenente il brano Il bisogno di te (ricatto d'onor); tale brano cita nel testo il velocista ("quando chiami io corro da te, che nemmeno Mennea", versi che danno il titolo all'EP), che sarebbe scomparso circa un mese dopo.
Il 21 marzo 2013, nello stesso giorno della sua scomparsa, le Ferrovie dello Stato gli hanno intitolato il primo esemplare del treno ad alta velocità Frecciarossa 1000. In occasione dei Mondiali di atletica dello stesso anno, tutti gli atleti azzurri hanno indossato divise di gara con stampato il cognome del velocista barlettano.
Dal 2013, ogni 12 settembre l'atletica leggera italiana celebra il Pietro Mennea Day, in ricordo del record mondiale dei 200 metri piani del 1979. La FIDAL, attraverso i suoi comitati provinciali, organizza gare di 200 m su tutto il territorio italiano aperte anche ai non tesserati alla federazione e destina il ricavato delle iscrizioni alla Fondazione Pietro Mennea Onlus.
Dal 12 settembre 2013 a Pietro Mennea è stato intitolato lo stadio dei Marmi di Roma; nello stesso anno il comune di Caserta, in collaborazione con la FIDAL, rinnova la pista di atletica leggera sita nello stadio Alberto Pinto, dedicandola al velocista italiano. Risale invece all'ottobre 2016 l'intitolazione a Mennea del nuovo stadio-arena di Ariano Irpino, una cittadina situata nel settore montano della Campania.
La Rai ha dedicato a Pietro Mennea una miniserie televisiva in due puntate intitolata Pietro Mennea - La freccia del Sud, diretta da Ricky Tognazzi, con Michele Riondino e Luca Barbareschi, andata in onda il 29 e 30 marzo 2015; nel 2023 ha realizzato il documentario Ma chi sei, Mennea? a cura di Luca Di Bella.
Nel 2019 a Torino, adiacente alla piazza Marmolada, è stato inaugurato il Parco "Pietro Paolo Mennea", un’area di 35 mila metri quadri dedicata allo sport e alla natura, costituita da campi di basket e calcetto, tavoli da ping pong, una pista d’atletica e trenta varietà di alberi come ciliegi, albicocchi gelsi e meli, nonché uno spazio dedicato agli orti urbani.
La città di Termoli, dove Mennea corse le prime gare giovanili, gli ha dedicato una via nei pressi dello stadio Gino Cannarsa e un murale.
Nel gennaio 2022, la compagnia aerea di bandiera italiana ITA Airways gli intitola il secondo velivolo verniciato con la nuova livrea azzurra di compagnia, l'Airbus A319 con marche EI-IMN.

## Record nazionali
Seniores
- 200 metri piani: 19"72 (+1,8 m/s) ( Città del Messico, 12 settembre 1979)
- Staffetta 4×200 metri: 1'21"10 ( Cagliari, 29 settembre 1983) (Stefano Tilli, Carlo Simionato, Giovanni Bongiorni, Pietro Mennea)

Master
- 200 metri piani M35: 20"68 (+1,0 m/s) ( Molfetta, 26 settembre 1987)

Promesse (under 23)
- 200 metri piani: 20"30 (0,0 m/s) ( Monaco di Baviera, 4 settembre 1972)

## Palmarès
| Anno | Manifestazione          | Sede              | Evento      | Risultato        | Prestazione | Note                  |
| ---- | ----------------------- | ----------------- | ----------- | ---------------- | ----------- | --------------------- |
| 1970 | Europei U20             | Parigi            | 200 m piani | 5º               | 22"44       |                       |
| 1970 | Europei U20             | Parigi            | 4×100 m     | 6º               | 41"60       |                       |
| 1971 | Europei                 | Helsinki          | 200 m piani | 6º               | 20"88       |                       |
| 1971 | Europei                 | Helsinki          | 4×100 m     | Bronzo           | 39"78       |                       |
| 1971 | Giochi del Mediterraneo | Smirne            | 200 m piani | Oro              | 20"7        | Record dei Giochi     |
| 1971 | Giochi del Mediterraneo | Smirne            | 4×100 m     | Oro              | 39"7        | Record dei Giochi     |
| 1972 | Giochi olimpici         | Monaco di Baviera | 200 m piani | Bronzo           | 20"30       |                       |
| 1972 | Giochi olimpici         | Monaco di Baviera | 4×100 m     | 8º               | 39"14       |                       |
| 1973 | Universiadi             | Mosca             | 100 m piani | Bronzo           | 10"48       |                       |
| 1973 | Universiadi             | Mosca             | 200 m piani | Oro              | 20"56       |                       |
| 1973 | Universiadi             | Mosca             | 4×100 m     | Bronzo           | 39"55       |                       |
| 1974 | Europei                 | Roma              | 100 m piani | Argento          | 10"34       |                       |
| 1974 | Europei                 | Roma              | 200 m piani | Oro              | 20"60       |                       |
| 1974 | Europei                 | Roma              | 4×100 m     | Argento          | 38"88       |                       |
| 1975 | Giochi del Mediterraneo | Algeri            | 100 m piani | Oro              | 10"43       |                       |
| 1975 | Giochi del Mediterraneo | Algeri            | 200 m piani | Oro              | 20"52       | Record dei Giochi     |
| 1975 | Giochi del Mediterraneo | Algeri            | 4×100 m     | Argento          | 39"56       |                       |
| 1975 | Universiadi             | Roma              | 100 m piani | Oro              | 10"28       |                       |
| 1975 | Universiadi             | Roma              | 200 m piani | Oro              | 20"28       |                       |
| 1976 | Giochi olimpici         | Montréal          | 200 m piani | 4º               | 20"54       |                       |
| 1976 | Giochi olimpici         | Montréal          | 4×100 m     | 6º               | 39"08       |                       |
| 1978 | Europei indoor          | Milano            | 400 m piani | Oro              | 46"51       |                       |
| 1978 | Europei                 | Praga             | 100 m piani | Oro              | 10"27       |                       |
| 1978 | Europei                 | Praga             | 200 m piani | Oro              | 20"16       | Record dei campionati |
| 1978 | Europei                 | Praga             | 4×100 m     | 5º               | 39"11       |                       |
| 1978 | Europei                 | Praga             | 4×400 m     | 7º               | 3'06"7      |                       |
| 1979 | Universiadi             | Città del Messico | 200 m piani | Oro              | 19"72       | Record mondiale       |
| 1979 | Universiadi             | Città del Messico | 4×100 m     | Oro              | 38"42       | Record europeo        |
| 1979 | Giochi del Mediterraneo | Spalato           | 100 m piani | Oro              | 10"24       | Record dei Giochi     |
| 1979 | Giochi del Mediterraneo | Spalato           | 4×100 m     | Oro              | 39"27       | Record dei Giochi     |
| 1980 | Giochi olimpici         | Mosca             | 100 m piani | Semifinale       | 10"58       |                       |
| 1980 | Giochi olimpici         | Mosca             | 200 m piani | Oro              | 20"19       |                       |
| 1980 | Giochi olimpici         | Mosca             | 4×400 m     | Bronzo           | 3'04"54     |                       |
| 1982 | Europei                 | Atene             | 4×400 m     | 6º               | 3'03"21     |                       |
| 1983 | Mondiali                | Helsinki          | 200 m piani | Bronzo           | 20"51       |                       |
| 1983 | Mondiali                | Helsinki          | 4×100 m     | Argento          | 38"37       | Record nazionale      |
| 1983 | Giochi del Mediterraneo | Casablanca        | 200 m piani | Oro              | 20"30       | w                     |
| 1983 | Giochi del Mediterraneo | Casablanca        | 4×100 m     | Oro              | 38"76       | Record dei Giochi     |
| 1983 | Giochi del Mediterraneo | Casablanca        | 4×400 m     | Argento          | 3'04"54     |                       |
| 1984 | Giochi olimpici         | Los Angeles       | 200 m piani | 7º               | 20"55       |                       |
| 1984 | Giochi olimpici         | Los Angeles       | 4×100 m     | 4º               | 38"87       |                       |
| 1984 | Giochi olimpici         | Los Angeles       | 4×400 m     | 5º               | 3'01"44     |                       |
| 1988 | Giochi olimpici         | Seul              | 200 m piani | Quarti di finale | dns         |                       |

## Campionati nazionali
- 3 volte campione nazionale assoluto dei 100 m piani (1974, 1978, 1980)
- 11 volte campione nazionale assoluto dei 200 m piani (1971, 1972, 1973, 1974, 1976, 1977, 1978, 1979, 1980, 1983, 1984)
- 1 volta campione nazionale assoluto della staffetta 4×100 m (1974)

1971
- Oro ai campionati italiani assoluti (Roma), 200 m piani - 21"0 (m)

1972
- Oro ai campionati italiani assoluti (Roma), 200 m piani - 20"4 (m)

1973
- Oro ai campionati italiani assoluti (Roma), 200 m piani - 20"6 (m)

1974
- Oro ai campionati italiani assoluti (Roma), 100 m piani - 10"35
- Oro ai campionati italiani assoluti (Roma), 200 m piani - 20"53
- Oro ai campionati italiani assoluti (Roma), 4×100 m - 40"3

1976
- Oro ai campionati italiani assoluti (Torino), 200 m piani - 20"5 (m)

1977
- Oro ai campionati italiani assoluti (Roma), 200 m piani - 20"30

1978
- Oro ai campionati italiani assoluti (Roma), 100 m piani - 10"30
- Oro ai campionati italiani assoluti (Roma), 200 m piani - 20"35

1979
- Oro ai campionati italiani assoluti (Roma), 200 m piani - 20"48

1980
- Oro ai campionati italiani assoluti (Torino), 100 m piani - 10"19
- Oro ai campionati italiani assoluti (Torino), 200 m piani - 20"38

1983
- Oro ai campionati italiani assoluti (Roma), 200 m piani - 20"31

1984
- Oro ai campionati italiani assoluti (Roma), 200 m piani - 20"35

## Altre competizioni internazionali
1977
- 4º in Coppa del mondo ( Düsseldorf), 100 m piani - 10"37
- Argento in Coppa del mondo ( Düsseldorf), 200 m piani - 20"17

1980
- Oro al Golden Gala ( Roma), 200 m piani - 20"01

1983
- Oro al Golden Gala ( Roma), 200 m piani - 20"32

1984
- Argento al Golden Gala ( Roma), 200 m piani - 20"36

## Riconoscimenti
- Ordine olimpico (1997)[29]
- Medaglia d'oro al valore atletico (1972, 1980)[30]
- Medaglia d'argento al valore atletico (1972)[30]
- Medaglia di bronzo al valore atletico (1971)[30]
- Sportivo mondiale dell'anno de La Gazzetta dello Sport (1980)[senza fonte]
- Nel maggio 2015, una targa a lui dedicata fu inserita nella Walk of Fame dello sport italiano a Roma, riservata agli ex atleti italiani che si sono distinti in campo internazionale.[31][32]
- Cittadinanza onoraria di Durazzo (2012)[33][34]

## Opere
- Pietro Paolo Mennea, 19"72. Il record di un altro tempo, Roma, Delta 3 Edizioni, 2008, ISBN 9788895568454.
- Pietro Paolo Mennea, La corsa non finisce mai. Con Daniele Menarini, 3ª ed., Milano, Lìmina (numero 201 della collana "Storie e miti"), 2013, ISBN 9788860410184.
- Pietro Paolo Mennea, A volte occorre perdere, Roma, Edizioni di Comunità[35] (collana Humana Civilitas), 2024, ISBN 9788832005998.

## Filmografia
- Diciannove e settantadue, regia di Sergio Basso (2012).[36]
- Pietro Mennea - La freccia del Sud, regia di Ricky Tognazzi - miniserie TV con Michele Riondino nei panni di Pietro Mennea (2015).